# Calírroe (romance)

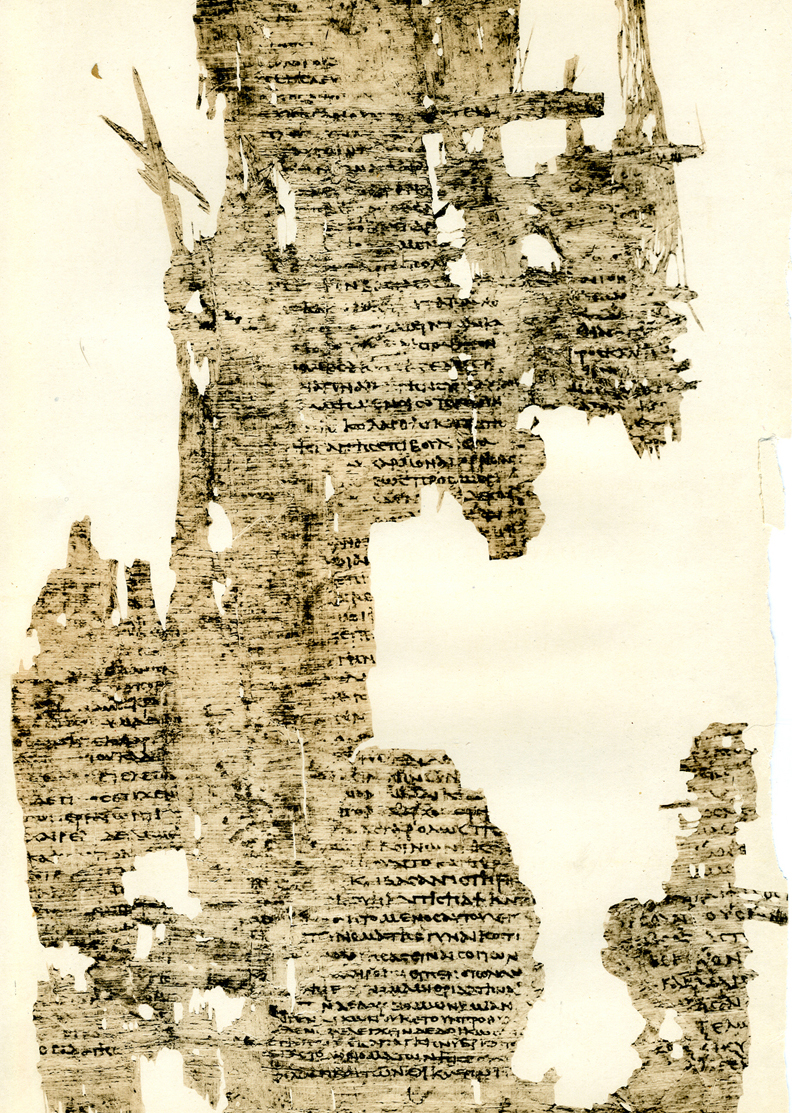
Um papiro do segundo ou terceiro século do Calírroe de Karanis (P.Fay. 1)

Calírroe (ou Quéreas e Calírroe (em grego clássico: Τῶν περὶ Χαιρέαν καὶ Καλλιρρόην), sendo este um título alternativo e um pouco menos atestado na tradição manuscrita) é um romance grego antigo de Cáriton, que existe em um manuscrito pouco confiável do século XIII. Não foi publicado até o século XVIII e permaneceu descartado até o século XX. No entanto, fornece uma visão sobre o desenvolvimento da ficção em prosa antiga e da cultura helênica dentro do Império Romano. É um dos cinco romances da Grécia Antiga praticamente completos que ainda existem hoje.
Evidências de fragmentos do texto em papiros sugerem que o romance pode ter sido escrito em meados do século I d.C., tornando-o o mais antigo romance em prosa antiga completo sobrevivente e o único a fazer uso de características historiográficas aparentes para verossimilhança e estrutura de fundo, em conjunção com elementos da mitologia grega, já que Calírroe é frequentemente comparada a Afrodite e Ariadne, e Quéreas a numerosos heróis, tanto implícita quanto explicitamente. Como a ficção se passa no passado e as figuras históricas interagem com a trama, Calírroe pode ser entendido como o primeiro romance histórico; mais tarde foi imitado por Xenofonte de Éfeso e Heliodoro de Emesa, entre outros.

## Sinopse
A história se passa em um cenário histórico de c. 400 a.C. Em Siracusa, Quéreas se apaixona perdidamente pela sobrenaturalmente bela Calírroe. É filha de Hermócrates, herói da Guerra do Peloponeso e figura política mais importante de Siracusa, enquadrando assim a narrativa no tempo e no meio social. Sua beleza (kallos) impressiona as multidões, como uma contraparte terrena de Afrodite, como observou Douglas Edwards. Eles são casados, mas quando seus muitos pretendentes desapontados conspiram com sucesso para enganar Quéreas e fazê-lo pensar que ela é infiel, ele a chuta com tanta força que ela cai como se estivesse morta. Há um funeral e ela é trancada em uma tumba, mas depois descobre-se que ela estava apenas em coma e acorda a tempo de assustar os piratas que abriram a tumba para roubá-la; eles se recuperam rapidamente e a levam para vender como escrava em Mileto, onde seu novo mestre, Dionísio, se apaixona por ela e se casa com ela, tendo ela medo de mencionar que já é casada (e que está grávida de Quéreas). Como resultado, Dionísio acredita que o filho de Calírroe seja seu.
Enquanto isso, Quéreas soube que ela está viva e foi procurá-la, mas acabou capturado e escravizado. No entanto, ambos chamaram a atenção de Artaxerxes, o Grande Rei da Pérsia, que deve decidir quem é seu marido legítimo, mas está pensando em adquiri-la para si. Quando a guerra irrompe, Quéreas ataca com sucesso a fortaleza persa de Tiro em nome dos rebeldes egípcios e, em seguida, obtém uma vitória naval contra os persas, após a qual o casal original se reencontra. Calírroe escreve a Dionísio, dizendo-lhe para criar seu filho e mandá-lo para Siracusa quando ele crescer. Quéreas e Calírroe retornam triunfantes a Siracusa, onde Quéreas resume a trama para Siracusa e Calírroe oferece orações em particular e fora do palco à instigadora da narrativa, Afrodite.

## Base histórica
Vários personagens de Calírroe podem ser identificados com figuras da história, embora sua representação nem sempre seja historicamente precisa. Hermócrates foi um verdadeiro general de Siracusa e teve uma filha (seu nome é desconhecido), que se casou com Dionísio I de Siracusa. Este Dionísio foi tirano de Siracusa de 405 a 367 a.C. e não residente de Mileto. No entanto, a expectativa de Calírroe de que seu filho retornaria a Siracusa depois de ser criado como Dionísio está ligada ao fato de que o histórico Dionísio I foi sucedido em Siracusa por seu filho, Dionísio II. A histórica filha de Hermócrates morreu após um violento ataque de soldados; o fato de Calírroe meramente parecer estar morta após ser chutada por Quéreas foi visto como uma mudança deliberada que permitiu a Cáriton "ressuscitá-la para aventuras no exterior".
O Artaxerxes de Cáriton representa Artaxerxes II da Pérsia. Como Hermócrates morreu em 407 a.C. e Artaxerxes não subiu ao trono até 404 a.C., Cáriton é anacrônico em ter Hermócrates vivo durante o reinado de Artaxerxes. O herói Quéreas não é uma figura histórica, embora o seu nome lembre Cábrias, um general ateniense que lutou numa revolta egípcia contra a Pérsia por volta de 360 a.C. Sua captura de Tiro pode ser baseada na de Alexandre, o Grande, em 332 a.C.
Apesar das liberdades que Cáriton tomou com os fatos históricos, ele pretendia claramente situar a sua história num período muito anterior à sua vida. Tomas Hägg argumentou que esta escolha de cenário torna a obra um importante precursor do romance histórico moderno.

## Estilo e influências
Há ecos de Heródoto, Tucídides, Xenofonte e outros escritores históricos e biográficos do mundo antigo. Os intertextos mais frequentes são os épicos homéricos. O romance é contado de forma linear; após uma breve introdução em primeira pessoa por Cáriton, o narrador usa a terceira pessoa. Grande parte do romance é contada em discurso direto, revelando a importância da oratória e da exibição retórica (como na apresentação perante o Rei da Pérsia) e talvez também a influência da Nova Comédia. Monólogos dramáticos também são usados para revelar os estados conflitantes das emoções e medos dos personagens (o que Calírroe deveria fazer, visto que está grávida e sozinha?). O romance também traz alguns insights divertidos sobre a cultura antiga (por exemplo, os piratas decidem vender Calírroe em Mileto, em vez da igualmente rica Atenas, porque consideravam os atenienses intrometidos litigiosos que fariam muitas perguntas).

A descoberta de cinco fragmentos separados do romance de Cáriton em Oxirrinco e Karanis no Egito atestam a popularidade do Calírroe. Um fragmento, cuidadosamente escrito em pergaminho caro, sugere que pelo menos parte do público de Cáriton eram membros das elites locais.